# 546. pr. Kr.
◄ | 7. stoljeće pr. Kr. | 6. stoljeće pr. Kr. | 5. stoljeće pr. Kr. | ►
◄ | 570-ih pr. Kr. | 560-ih pr. Kr. | 550-ih pr. Kr. | 540-ih pr. Kr. | 530-ih pr. Kr. | 520-ih pr. Kr. | 510-ih pr. Kr. | ►
◄◄ | ◄ | 549. pr. Kr. | 548. pr. Kr. | 547. pr. Kr. | 546 pr. Kr. | 545. pr. Kr. | 544. pr. Kr. | 543. pr. Kr. | ► | ►►
Astronomija

## Događaji
- Kir Veliki prihvaća medijsku krunu, no službeno je zamijenio titulu proglasivši se „kraljem Perzije“.

## Smrti
- Anaksimandar (610-546 pr. Kr.), starogrčki filozof.